# Reino R. Lehto
Reino Ragnar Lehto (fram till 1901 Lagerlund), född 2 maj 1898 i Åbo, död 13 juli 1966 i Helsingfors, var Finlands statsminister (opolitisk), 1963–1964 och landshövding i Nylands län från 1964 fram till sin död. 

## Utmärkelser
- Storkorset av Finlands Vita Ros’ orden[1]
- Jugoslaviska fanans orden med band[1]
- Storofficer i guld av Österrikiska republikens förtjänstorden[1]
- Kommendörstecknet av I klass av Finlands Lejons orden[1]
- Storkors av Polonia Restituta[1]

[Redigera Wikidata]